# Touffreville-la-Corbeline
 Touffreville-la-Corbeline  es una población y comuna francesa, en la región de Alta Normandía, departamento de Sena Marítimo, en el distrito de Rouen y cantón de Yvetot.

## Demografía
| 564 | 586 | 614 | 664 | 789 | 804 |
| Para los censos de 1962 a 1999 la población legal corresponde a la población sin duplicidades (Fuente: INSEE [Consultar]) |     |     |     |     |     |